# David Mills
Donald David Mackenzie Mills (Oxted, 31 maggio 1944) è un avvocato britannico, noto per essere stato coinvolto, insieme a Silvio Berlusconi, in un processo che lo vedeva come imputato per corruzione e falsa testimonianza, conclusosi con la prescrizione del reato nel processo penale e con la condanna al risarcimento di 250 000 € di danni alla Presidenza del Consiglio dei ministri, costituitasi parte lesa, nel processo civile.

## Biografia
È figlio di Kenneth Mills, una spia dell'MI5 di stanza a Gibilterra e più tardi in Giamaica dove, come narra una leggenda di famiglia, aiutò a far fallire un primo tentativo di rivoluzione guidato da Fidel Castro.
Oltre all'inglese parla spagnolo, francese e italiano. Ha studiato allo University College di Oxford ed ha ottenuto la licenza di barrister nel 1968.
David Mills ha cinque figli, tre dal primo matrimonio e due dalla seconda moglie Tessa Jowell con la quale si è sposato nel 1979. Tessa Jowell è un ex-ministro del governo Blair nonché ex-ministro per i Giochi Olimpici dell'esecutivo di Gordon Brown ed è internazionalmente nota per il cosiddetto Tessa Jowell financial allegations, uno scandalo politico e finanziario noto alla Camera dei Comuni come Jowellgate. Nel 2006 David Mills e Tessa Jowell hanno deciso di comune accordo di separarsi a causa dei procedimenti giudiziari che vedono coinvolti Silvio Berlusconi e lo stesso Mills: nonostante ciò sono sorti degli interrogativi sul fatto che la coppia si fosse effettivamente separata.

### Il legame con Berlusconi ed il processo a Milano
Consulente della Fininvest per la finanza estera inglese, è stato condannato in primo e secondo grado per corruzione in atti giudiziari e falsa testimonianza in favore di Silvio Berlusconi nei processi Arces (tangenti alla Guardia di Finanza) e All Iberian.
Questo processo è scaturito dallo stesso avvocato Mills, il quale, nel 1999, aveva scritto una lettera al suo commercialista, Bob Drennan.
Nella lettera, Mills dichiarava che Berlusconi aveva versato in nero sul suo conto in Svizzera, tramite il suo dirigente Carlo Bernasconi, 600 000 dollari. Il versamento sarebbe stato dovuto alle testimonianze rese dinanzi al tribunale di Milano nel processo per corruzione alla Guardia di Finanza e nel processo dei fondi neri di All Iberian, dove però Mills fu ascoltato in qualità di accusatore. Dice testualmente Mills al suo commercialista "Ho tenuto fuori Mr B. da un mare di guai”, ma questa affermazione viene in seguito valutata dalla giustizia inglese come un tentativo di sviare la reale origine dei soldi. A Londra, il commercialista Drennan, letta quella lettera, denuncia il suo cliente al fisco inglese per corruzione ed evasione fiscale.
Mentre il fisco di Sua Maestà Britannica non crede a questa versione, ritenendola un escamotage per evadere le tasse, e condanna Mills a pagare una somma pari a 230 000 sterline tra tasse, sanzioni e interessi in relazione all'accertata evasione fiscale, la magistratura inquirente italiana prese questa affermazione molto più sul serio tanto da innescare il processo contro l'avvocato inglese, dal quale la posizione di Silvio Berlusconi è stata stralciata per scavalcare il Lodo Alfano, che congela i processi per le quattro alte cariche dello Stato, fra cui il Presidente del Consiglio, fino a mercoledì 7 ottobre 2009, data nella quale la Corte costituzionale ha affermato l'illegittimità del Lodo.
Il 20 gennaio 2009 scrive un memoriale nel quale porge "profondissime scuse" a Silvio Berlusconi in quanto "vittima dei miei errori". "Ho fatto degli errori, ho condotto male i miei affari e ho causato molti fastidi e delle persone che non hanno in nessun modo meritato un tale guaio. Ma non sono mai stato corrotto da nessuno", scrive Mills nel suo memoriale.
Il 17 febbraio 2009 è stato condannato dal tribunale di Milano a 4 anni e 6 mesi per aver ricevuto 600 000 dollari versati sul suo conto da Silvio Berlusconi, attraverso il manager Carlo Bernasconi, per testimoniare due volte il falso nell'ambito di due processi in cui era imputato Silvio Berlusconi. Il legale è stato inoltre interdetto per 5 anni dall'esercizio dei pubblici uffici e condannato a risarcire 250 000 euro alla presidenza del consiglio, costituita parte civile. Il 19 maggio 2009 sono state depositate le motivazioni della sentenza.
Nel luglio 2009 viene presentato l'appello da parte dei legali di Mills si contesta la tesi secondo la quale la corruzione di cui si sarebbe reso responsabile Mills avrebbe anche compreso il reato di riciclaggio.
Il 27 ottobre 2009, la Corte d'Appello di Milano ha confermato in toto la sentenza di primo grado, rigettando e ritenendo infondate tutte le doglianze presentate dai legali dell'avvocato Mills. Contro la sentenza della Corte d'Appello i legali di Mills hanno subito annunciato il ricorso per Cassazione.
A metà novembre 2009 vengono pubblicate le motivazioni della condanna: corruzione in atti giudiziari "susseguente" e non "antecedente" alle testimonianze, ritenute false e reticenti, rese nell'intento di favorire Silvio Berlusconi. A comprova - continuano le motivazioni - sono elementi certi: "un compenso di 600mila dollari e la promessa di tale compenso nell'autunno 1999. Elementi che si collocano temporalmente in epoca successiva rispetto alle deposizioni testimoniali di Mills, e da essi non si può pertanto prescindere per valutare la qualificazione del tipo di corruzione".
Il 25 febbraio 2010 la Corte di cassazione ha accolto la richiesta del procuratore generale, annullando senza rinvio per intervenuta prescrizione del reato la sentenza di condanna ma riconoscendo colpevole Mills di danno di immagine allo stato e rigettando quindi il ricorso della difesa contro il risarcimento danni di 250.000 euro alla Presidenza del Consiglio (parte civile nel processo), imposto nei due gradi di giudizio precedenti.
La prescrizione è stata prodotta da una differenza di circa tre mesi nel calcolo della data di compimento del reato e dalla riduzione dei termini di prescrizione data dalla legge ex Cirielli.
Il 22 dicembre 2011 Mills, ascoltato in qualità di testimone durante il processo a Berlusconi, afferma che i 600 000 dollari non provengono da Silvio Berlusconi, bensì dall'armatore Diego Attanasio. Mills dichiara inoltre che all'epoca aveva sostenuto di aver ricevuto i soldi da Berlusconi tramite Carlo Bernasconi (che essendo morto all'epoca della dichiarazione non ha potuto confermare) solo per sottrarli al fisco inglese.
Il 25 febbraio 2012 Berlusconi viene prosciolto per sopravvenuta prescrizione del reato.